# Handbal op de Pan-Amerikaanse Spelen 2011
Handbal is een van de sporten die beoefend werden tijdens de Pan-Amerikaanse Spelen 2011 in Guadalajara, Mexico. Het vrouwentoernooi in de Gimnasio San Rafael begon op zaterdag 15 oktober en eindigde zondag 23 oktober. De mannen begonnen een dag later. Hun toernooi eindigde op maandag 24 oktober. Aan het evenement deden 240 sporters mee uit tien landen. De twee winnaars plaatsten zich rechtstreeks voor de Olympische Spelen 2012 in Londen.

## Medaillewinnaars
| Categorie         | Goud | Zilver | Brons |
| ----------------- | --- | --- | --- |
| Mannen » Details  | Argentinië Gonzalo Carou Federico Fernández Fernando Garcia Juan Fernández Andrés Kogovsek Damian Migueles Federico Pizarro Cristian Plati Pablo Portela Leonardo Querin Matías Schulz Diego Simonet Sebastián Simonet Juan Vidal Federico Vieyra            | Brazilië Leonardo Bortolini Gustavo Cardoso Fabio Chiuffa Bruno De Santana Marcos Dos Santos Thiagus Dos Santos Jaqson Kojoroski Fernando Filho Gil Pires Felipe Ribeiro Renato Rui Maik Santos Ales Silva Henrique Teixeira Vinicius Teixeira | Chili Guillermo Araya Felipe Barrientos Rodolfo Cornejo Rodrigo Diaz Emil Feuchtmann Erwin Feuchtmann Harald Feuchtmann Nicolas Jofre Patricio Martinez Felipe Maurin Rene Oliva Marco Oneto Esteban Salinas Rodrigo Salinas Alfredo Valenzuela          |
| Vrouwen » Details | Brazilië Eduarda Amorim Barbara Arenhart Moniky Bancilon Francine Cararo Deonise Cavaleiro Fernanda da Silva Fabiana Diniz Alexandra do Nascimento Mayara Moura Daniela Piedade Helena Silvia Jessica Quintino Samira Rocha Ana Paula Rodrigues Chana Masson | Argentinië Maria Belotti Valeria Bianchi Maria Decilio Bibiana Ferrea Lucia Haro Valentina Kogan Antonela Mena Luciana Mendoza Manuela Pizzo Maria Romero Noelia Sala Luciana Salvado Silvina Schlesinger Solange Tagliavini Silvana Totolo    | Dominicaanse Republiek Mariela Andino Mariela Cespedes Mari Tavares Cari Dominguez Mileidys Garcia Judith Granado Crisleydy Hernandez Carolina Lopez Yndiana Mateo Nancy Peña Johanna Pimentel Jessica Sierra Suleidi Suarez Yacaira Tejada Debora Ortiz |

## Medaillespiegel
| Plaats | Land                   | Goud | Zilver | Brons | Totaal |
| 1      | Argentinië             | 1    | 1      | 0     | 2      |
| 1      | Brazilië               | 1    | 1      | 0     | 2      |
| 3      | Chili                  | 0    | 0      | 1     | 1      |
| 3      | Dominicaanse Republiek | 0    | 0      | 1     | 1      |
| Totaal | Totaal                 | 2    | 2      | 2     | 6      |